# 안나 자야치키우스카
안나 자야치키우스카(우크라이나어: Анна Заячківська, 1991년 12월 12일 ~ )는 우크라이나의 여자 모델, 배우이다.
바실 스테파니크 자카르파탸 국립대학교 미술학과 출신이며 종교와 관련된 그림을 제작했다. 2013년 미스 우크라이나에서 1위를 차지했고 인도네시아 발리 섬에서 열린 2013년 미스 월드에서 우크라이나 대표로 참가했다. 2013년 말부터 2014년 초반까지 우크라이나에서 일어난 유로마이단 시위에서 자원 봉사자로 참가하면서 시위 참가자들에게 커피와 차를 제공했다.